# Aditya Mehta
Aditya Smehal Mehta, né le 31 octobre 1985 dans le Maharashtra, est un joueur de snooker professionnel indien dont la carrière professionnelle a débuté en 2008. Relégué du circuit en 2009, il redevient professionnel, avant d'être une fois de plus relégué du circuit professionnel en 2018.
Mehta connaît ses plus importants succès internationaux au début des années 2010, en remportant le championnat d'Asie de snooker 2012, puis les jeux mondiaux en 2013. Il compte également une médaille d'argent et deux de bronze, obtenues aux jeux asiatiques en 2006 et 2010. Mehta participe pour la première fois à la finale d'un tournoi de classement à l'Open d'Inde de 2013, où il affronte Ding Junhui, mais s'incline 5 manches à 0. 
Lors du Classique Paul Hunter de 2014, il effectue son tout premier break maximal en compétition.

## Carrière
Mehta commence sa carrière sur le circuit du challenge, deuxième division du snooker mondial, en 2004. Il n'y reste qu'un an, et obtient une invitation pour le circuit principal lors de la saison 2008-2009 ; ce faisant, il devient le premier Indien à jouer à ce niveau depuis Yasin Merchant dans les années 1990. Par manque de résultats, Mehta est relégué en fin de saison, mais récupère sa place pour la saison 2011-2012.
Au cours de cette saison, Mehta doit disputer quatre matchs de qualifications pour disputer le tableau principal de chaque tournoi classé, une performance qu'il ne parvient pas à réaliser de la saison, échouant de peu au Masters de Shanghai, où il est battu par Ryan Day au dernier tour de qualification (5-2). Cette même saison, il atteint les quarts de finale d'un tournoi du championnat du circuit des joueurs, battant le double vice-champion du monde Matthew Stevens (4-3) en chemin, sa meilleure performance de la saison. S'il finit la saison hors des places qualificatives pour la saison suivante, il conserve sa place en remportant le championnat d'Asie de snooker, contre son compatriote Pankaj Advani (7-5).
Lors de la saison 2012-2013, Mehta se qualifie pour le tableau principal du championnat international à Chengdu, battant Jimmy White et Jamie Cope en qualifications, puis enchaîne avec une victoire sur Stuart Bingham, qu'il décrit alors comme la plus belle de sa carrière. Il égale, grâce à ce second tour, la meilleure performance réalisée par un joueur indien dans un tournoi de cette importance. Toutefois, il est balayé par le no 2 mondial Judd Trump au tour suivant (6-0). Il est absent de tout autre tournoi comptant pour le classement jusqu'à la fin de l'année.
Il dispute à Cali la compétition de snooker aux jeux mondiaux. Il y rencontre les principaux favoris, Joe Perry en quarts de finale, et Liang Wenbo, qu'il bat en finale (3-0), sa meilleure performance au niveau international, lançant idéalement sa saison 2013-2014. 
Cette saison voit l'introduction de l'Open d'Inde, le premier tournoi de classement organisé en Inde. Mehta se qualifie pour ce tournoi en battant Xiao Guodong lors des qualifications (4-2). Au premier tour, il s'impose contre Peter Ebdon dans la manche décisive (4-3), puis élimine le double champion du monde, Mark Williams (4-2), pour affronter son compatriote Pankaj Advani, qu'il bat pour atteindre les demi-finales, où il se défait de Stephen Maguire, 4 manches à 3, pour atteindre la finale. Dans sa première finale de classement, Mehta joue contre Ding Junhui, mais ne réussit pas à gagner une seule manche, perdant 5-0.
Mehta réalise son premier break maximum lors de sa défaite au deuxième tour du Classique Paul Hunter de snooker 2014, contre Stephen Maguire.
Mehta termine la saison 2017-2018 en dehors du top 64 du classement mondial, et ne conserve donc pas sa place sur le World Snooker Tour. Depuis qu'il est redevenu amateur, Mehta joue beaucoup moins en raison de ses problèmes de cou.

## Palmarès
| Légende | Catégorie                      | Titres                         | Finales                        |
|         | Tournois classés               | 0                              | 1                              |
|         | Tournois non classés           | 0                              | 0                              |
|         | Tournois en équipes            | 1                              | 2                              |
|         | Tournois pro-am                | 1                              | 0                              |
|         | Tournois amateurs              | 5                              | 3                              |
| Gras    | Tournois de la triple couronne | Tournois de la triple couronne | Tournois de la triple couronne |

### Titres
| Saison    | Nom du tournoi                 | Lieu              | Finaliste     | Score | Tableau |
| 2009-2010 | Jeux asiatiques en salle       | Hô-Chi-Minh-Ville | Qatar         | 3-0   | Tableau |
| 2011      | Championnat d'Inde amateur     |                   | Alok Kumar    | 6-2   | [ 18 ]  |
| 2012      | Championnat d'Inde amateur (2) |                   | Kamal Chawla  | 6-2   | [ 19 ]  |
| 2012      | Championnat d'Asie amateur     | Doha              | Pankaj Advani | 7-5   | [ 20 ]  |
| 2013-2014 | Jeux mondiaux                  | Cali              | Liang Wenbo   | 3-0   |         |
| 2016      | Championnat d'Inde amateur (3) | Indore            | Manan Chandra | 6-3   | [ 21 ]  |
| 2020      | Championnat d'Inde amateur (4) | Pune              | Pankaj Advani | 6-2   | [ 22 ]  |

### Finales perdues
| Saison    | Nom du tournoi                 | Lieu      | Finaliste            | Score | Tableau |
| 2007      | Championnat d'Inde amateur     |           | Pankaj Advani        | 1-6   | [ 23 ]  |
| 2008      | Championnat d'Asie amateur     | Doha      | Jin Long             | 3-7   | [ 24 ]  |
| 2010-2011 | Jeux asiatiques                | Canton    | Chine                | 1-3   |         |
| 2011      | Championnat d'Asie amateur (2) | Indore    | Passakorn Suwannawat | 2-6   | [ 25 ]  |
| 2013-2014 | Jeux asiatiques en salle       | Incheon   | Chine                | 2-3   |         |
| 2013-2014 | Open d'Inde                    | New Delhi | Ding Junhui          | 0-5   | Tableau |

### Jeux asiatiques
- Médaille d'argent (par équipes) aux jeux asiatiques de 2010 à Guangzhou
- Médaille de bronze aux jeux asiatiques de 2010 à Guangzhou
- Médaille de bronze (par équipes) aux jeux asiatiques de 2006 à Doha